# Competencias y premios en inteligencia artificial

## Inteligencia general de máquinas
El premio David E. Rumelhart es un galardón anual por hacer una "contribución significativa y contemporánea a los fundamentos teóricos de la cognición humana". El premio es de $100,000.
El Premio Human-Competitive es un desafío anual iniciado en 2004 para recompensar resultados "competitivos con el trabajo de seres humanos creativos e inventivos". El premio es de $10,000. Las entradas deben utilizar la computación evolutiva.
El Intel AI Global Impact Festival es una competencia internacional anual organizada por Intel Corporation para estudiantes de escuelas y colegios, con premios de más de $15,000. Se trata de tecnología de inteligencia artificial. Hay dos categorías de edad en esta competencia: Grupo de edad de 13-18 años y Grupo de edad de 18 años o más.
El Premio a la Excelencia en Investigación IJCAI es un premio bianual otorgado en la conferencia IJCAI a investigadores en inteligencia artificial como reconocimiento de la excelencia de su carrera.
El Desafío Mundial Virtual Federal de 2011, anunciado por The White House y patrocinado por el U.S. Army Research Laboratory's Simulation and Training Technology Center, celebró una competencia que ofrecía un total de US$52,000 en premios en efectivo para aplicaciones generales de inteligencia artificial, incluyendo "sistemas de aprendizaje adaptativo, bots de conversación inteligentes, comportamiento adaptativo (objetos o procesos)" y más.
El Machine Intelligence Prize es otorgado anualmente por la British Computer Society por el progreso hacia la inteligencia de máquinas.
Kaggle: "la comunidad más grande del mundo de científicos de datos compiten para resolver los problemas más valiosos".

## Comportamiento conversacional
El premio Loebner es una competición anual para determinar los mejores competidores del test de Turing. El ganador es el sistema informático que, según la opinión de los jueces, demuestra el comportamiento conversacional "más humano"; tienen un premio adicional para un sistema que, en su opinión, pasa el test de Turing. Este segundo premio aún no ha sido otorgado.

## Control automático

### Aeronaves sin piloto

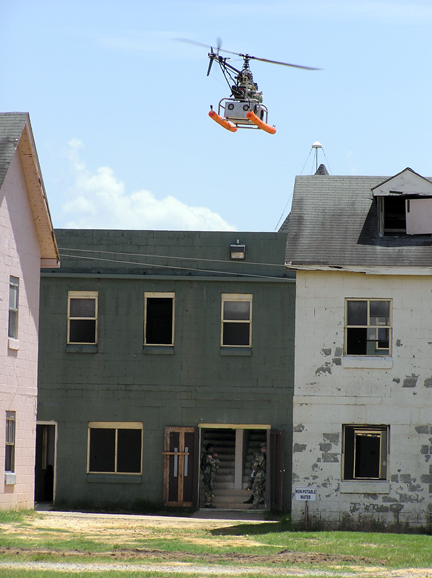
Competición Internacional de Robótica Aérea

La Competición Internacional de Robótica Aérea es un evento de larga duración que comenzó en 1991 para avanzar en el estado del arte en vehículos aéreos totalmente autónomos. Esta competición está restringida a equipos universitarios (aunque se permite el patrocinio de la industria y el gobierno). La clave de este evento es la creación de robots voladores que deben completar misiones complejas sin ninguna intervención humana. Las entradas exitosas son capaces de interpretar su entorno y tomar decisiones en tiempo real basadas únicamente en una directiva de misión de alto nivel (por ejemplo, "encontrar un objetivo específico dentro de un edificio con ciertas características que se encuentra entre un grupo de edificios a 3 kilómetros del punto de lanzamiento del robot aéreo"). En el año 2000, se otorgó un premio de $30,000 durante la 3ª Misión (búsqueda y rescate), y en 2008, se otorgaron $80,000 en premios al finalizar la 4ª Misión (reconocimiento urbano).

### Automóviles sin conductor

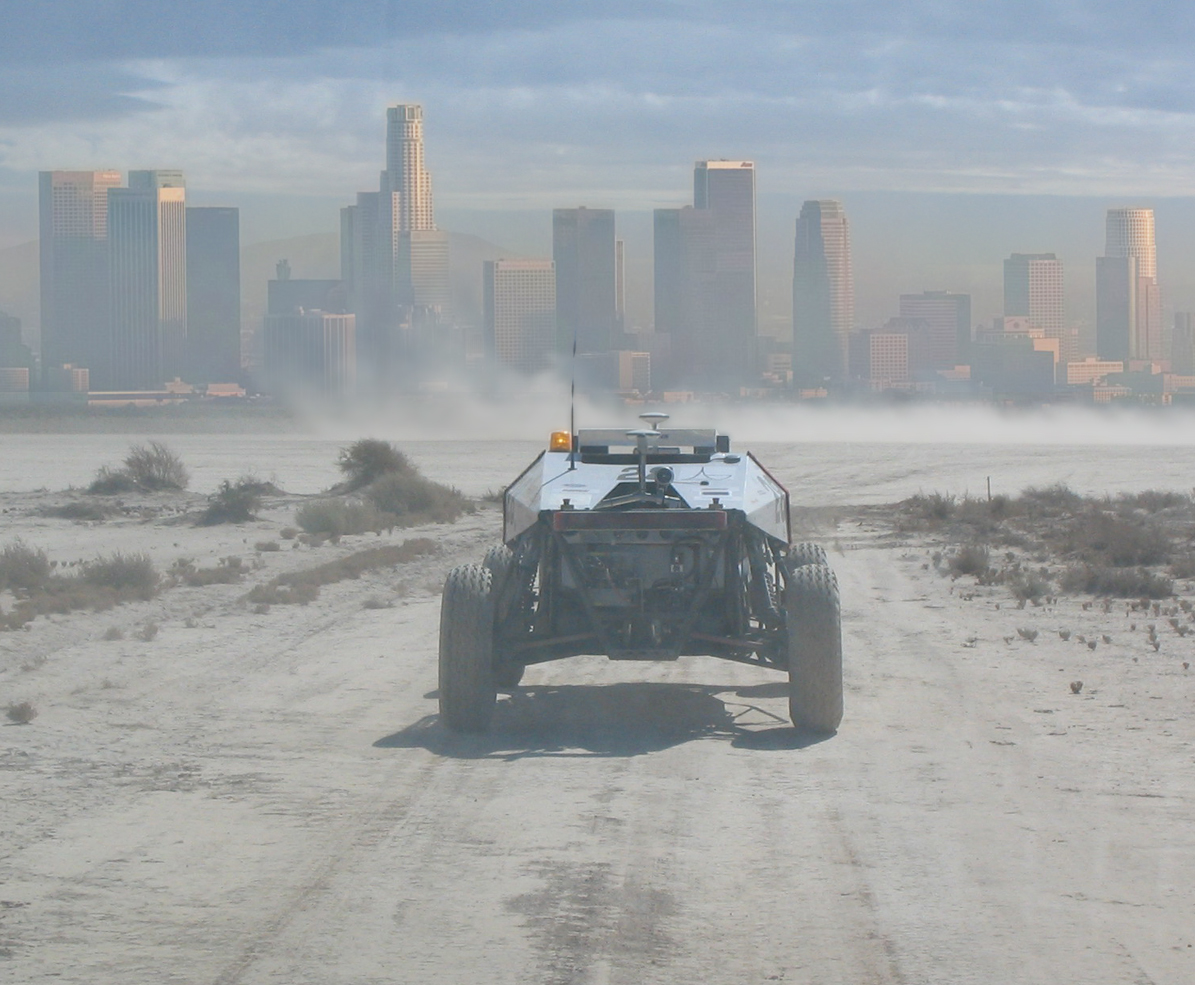
Desafío DARPA Grand Challenge

El Desafío DARPA Grand es una serie de competiciones para promover la tecnología de autos sin conductor, con el objetivo de cumplir con un mandato del Congreso que establece que para 2015, un tercio de los vehículos de combate terrestres operativos de las Fuerzas Armadas de los Estados Unidos deberían ser no tripulados. Si bien la primera carrera no tuvo ganador, la segunda otorgó un premio de $2 millones por la navegación autónoma de un sendero de cien millas, utilizando GPS, computadoras y una sofisticada variedad de sensores. En noviembre de 2007, DARPA presentó el Desafío DARPA Urban, una carrera de sesenta millas en área urbana que requiere que los vehículos naveguen en el tráfico. En noviembre de 2010, las Fuerzas Armadas de EE. UU. extendieron la competencia con el premio de $1.6 millones Multi Autonomous Ground-robotic International Challenge para considerar la cooperación entre varios vehículos en una situación de combate simulada.
Roborace será un campeonato mundial de deportes de motor con vehículos con conducción autónoma y propulsión eléctrica. La serie se llevará a cabo como una serie de apoyo durante el campeonato de Formula E para vehículos eléctricos. Este será el primer campeonato mundial para autos sin conductor.

## Minería de datos y predicción
El Netflix Prize fue una competencia para el mejor algoritmo de filtrado colaborativo que predice las calificaciones de los usuarios para películas, basado en calificaciones anteriores. La competencia fue organizada por Netflix, un servicio en línea de alquiler de DVDs[cita requerida]. El premio era de $1,000,000.
El Concurso de Interpretación de Actividad Cerebral de Pittsburgh recompensará el análisis de datos de fMRI "para predecir lo que las personas perciben y cómo actúan y sienten en un nuevo mundo de realidad virtual que implica la búsqueda y recopilación de objetos, la interpretación de instrucciones cambiantes y la evasión de un perro amenazador". El premio en 2007 fue de $22,000.
El Face Recognition Grand Challenge (de mayo de 2004 a marzo de 2006) tuvo como objetivo promover y avanzar en la tecnología de reconocimiento facial.
La competencia de inteligencia artificial de la American Meteorological Society implica aprender un clasificador para caracterizar la precipitación basándose en análisis meteorológicos de condiciones ambientales y datos de radar polarimétrico.

## Cooperación y coordinación

### Fútbol de robots

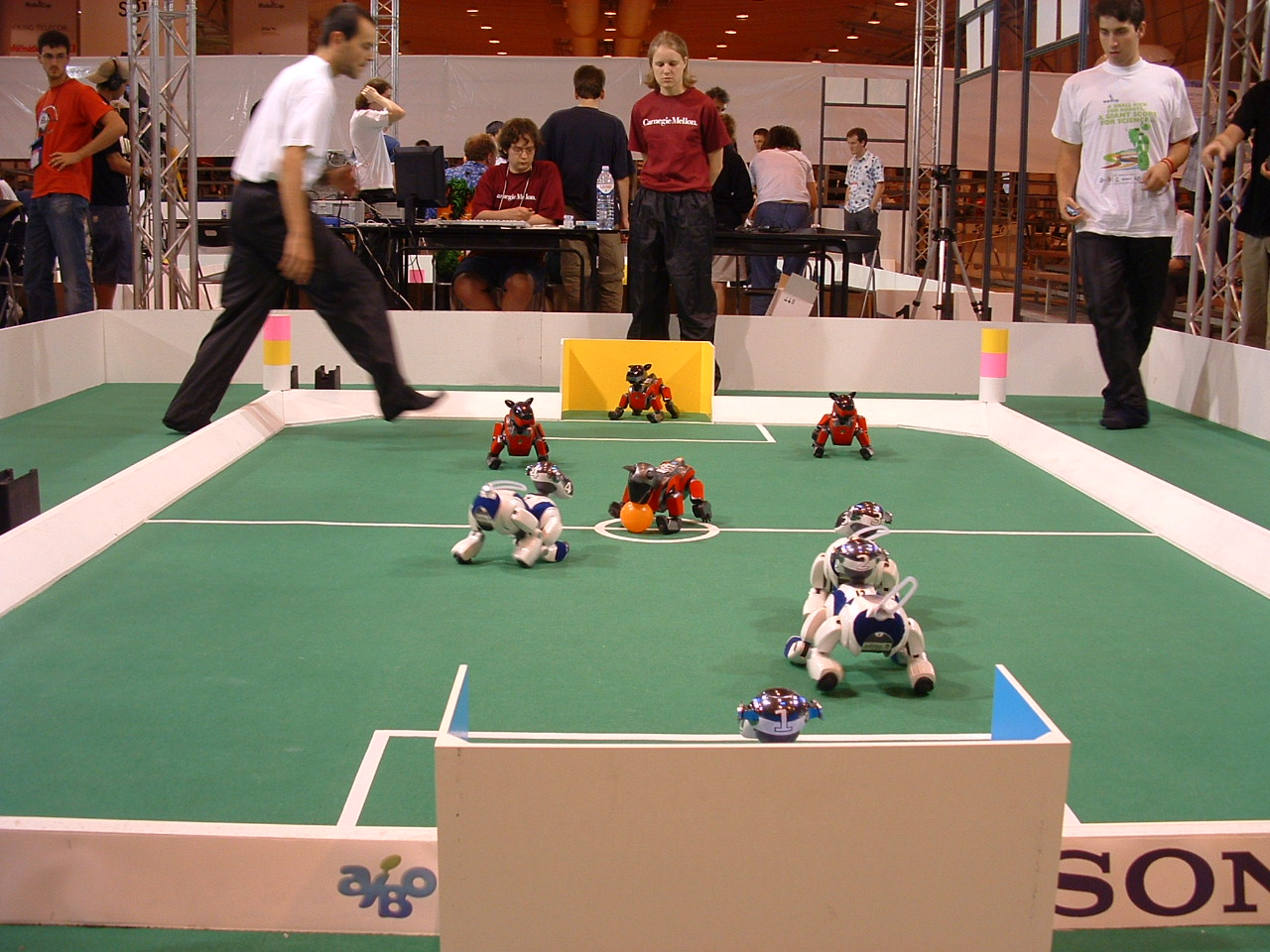
Partido de la liga de robots con piernas en RoboCup 2004 en Lisboa, Portugal

RoboCup y FIRA son competiciones internacionales anuales de fútbol de robots. El desafío de la Federación Internacional RoboCup es que para 2050, "un equipo de jugadores de fútbol de robots humanoides completamente autónomos deberá ganar el juego de fútbol, cumplir con las reglas oficiales de la FIFA, contra el ganador de la Copa Mundial más reciente".

## Lógica, razonamiento y representación del conocimiento

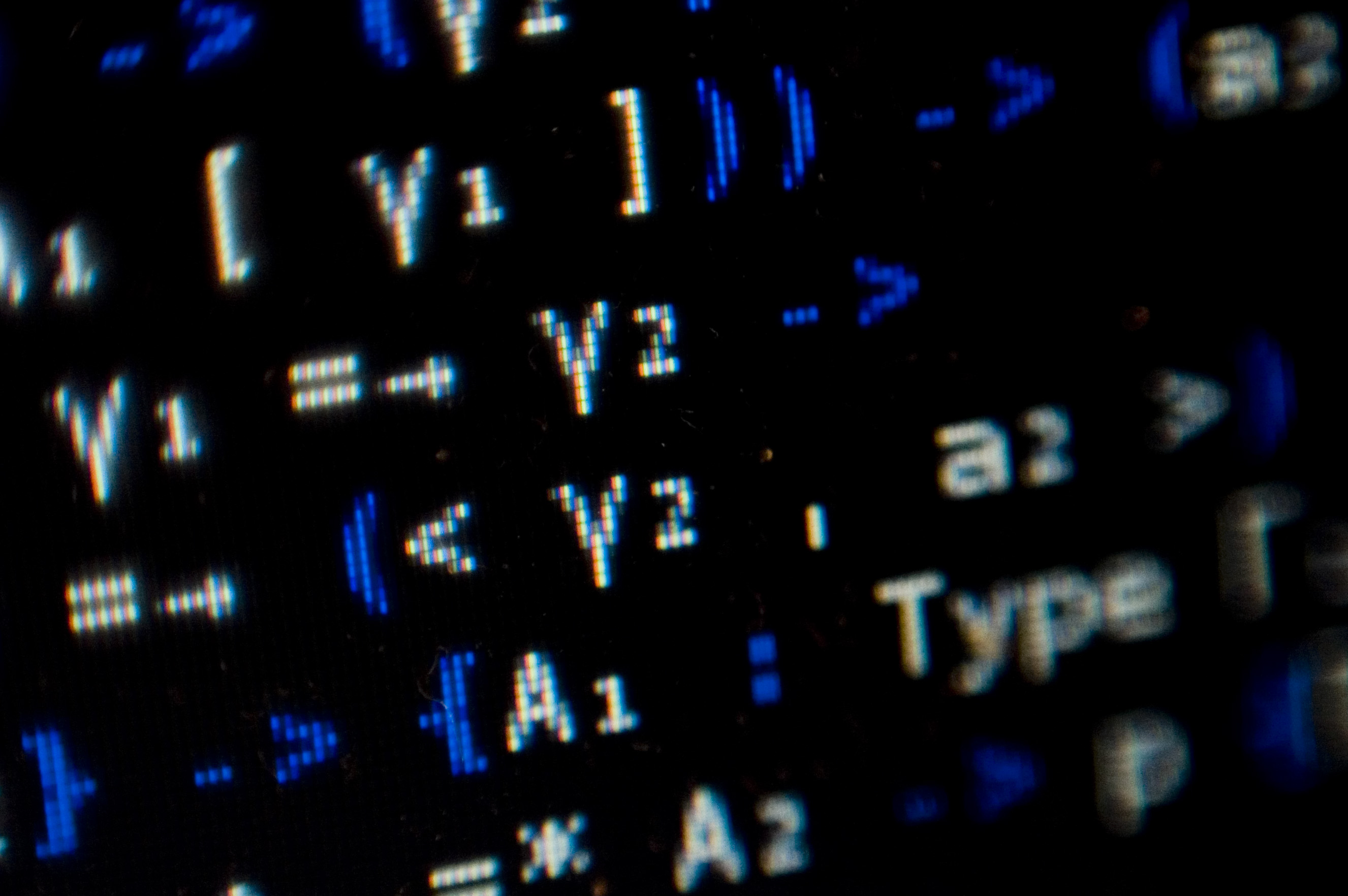
Fragmento de una demostración en agda2

El Premio Herbrand es un galardón otorgado por CADE Inc. para honrar a personas o grupos por sus importantes contribuciones al campo de la demostración automática. El premio es de $1000.
La Competición de Sistemas ATP CADE (CASC) es una competición anual de demostradores de teoremas completamente automatizados para la lógica de primer orden clásica, asociada a las conferencias CADE y IJCAR. La competición formó parte de la Alan Turing Centenary Conference en 2012, con premios totales de 9000 GBP otorgados por Google.
El premio SUMO es un premio anual para la mejor extensión de ontología de código abierto de la Suggested Upper Merged Ontology (SUMO), una teoría formal de términos y definiciones lógicas que describe el mundo. El premio es de $3000.
El Premio Hutter para la Compresión sin Pérdida del Conocimiento Humano es un premio en efectivo que recompensa mejoras en la compresión de un archivo de texto en inglés de 100 MB específico. El premio otorga 500 euros por cada mejora del uno por ciento, hasta €50,000. Los organizadores creen que la compresión de texto y la inteligencia artificial son problemas equivalentes, y ya se han otorgado 3 premios, por alrededor de €2,000.
El Desafío Cyc TPTP es una competición para desarrollar métodos de razonamiento para la ontología integral y la base de datos del conocimiento cotidiano común de Cyc. El premio es de 100 euros por "cada ganador de dos desafíos relacionados".[cita requerida]
El desafío Eternity II era un problema de satisfacción de restricciones muy similar al juego Tetravex. El objetivo era colocar 256 fichas en una cuadrícula de 16x16 cumpliendo una serie de restricciones. Se sabe que el problema es NP-completo. El premio era de US$2,000,000. La competición finalizó en diciembre de 2010.

## Juegos
El Campeonato Mundial de Ajedrez por Computadora se ha llevado a cabo desde 1970. La International Computer Games Association continúa organizando una Olimpiada de Computadoras anual que incluye este evento, así como competiciones de computadoras para muchos otros juegos.
El Premio Ing fue un importante premio en efectivo asociado al Congreso Mundial de Go por Computadora, que comenzó en 1985 y expiró en 2000. Consistía en una serie graduada de desafíos con handicap contra jóvenes jugadores profesionales, con premios crecientes a medida que el handicap se reducía. Cuando expiró en 2000, el premio no reclamado era de 400,000 dólares taiwaneses para ganar un partido con un handicap de 9 piedras.
La Competición AAAI de Juegos Generales de Estrategia es una competición para desarrollar programas que sean efectivos en el juego general de estrategia. Dada una definición de un juego, el programa debe jugarlo eficazmente sin intervención humana. Dado que el juego no se conoce de antemano, los competidores no pueden adaptar especialmente sus programas a un escenario particular. El premio en 2006 y 2007 fue de $10,000.
La Competición General de Videojuegos AI (GVGAI) plantea el problema de crear inteligencia artificial que pueda jugar una amplia y, en principio, ilimitada variedad de juegos. Concretamente, aborda el problema de idear un algoritmo que pueda jugar cualquier juego que se le dé, incluso si el juego no se conoce de antemano. Además, el concurso plantea el desafío de crear generadores de niveles y reglas para cualquier juego que se le dé. Esta área de estudio se puede ver como una aproximación de la Inteligencia Artificial General, con muy poco espacio para heurísticas dependientes del juego. La competición se lleva a cabo anualmente en diferentes pistas: planificación de un solo jugador, planificación de dos jugadores, aprendizaje de un solo jugador, generación de niveles y generación de reglas, y cada pista otorga premios que van desde 200 a 500 dólares estadounidenses para ganadores y finalistas.
El Desafío de Ajedrez por Computadora Último 2007 fue una competición organizada por la Federación Mundial de Ajedrez (FIDE) que enfrentó a Deep Fritz contra Deep Junior. El premio fue de $100,000.
El Desafío Anual de Arimaa ofrecía un premio de $10,000 hasta el año 2020 para desarrollar un programa que juegue el juego de mesa Arimaa y derrote a un grupo de oponentes humanos seleccionados. En 2015, el bot de David Wu, bot_sharp, venció a los humanos, perdiendo solo 2 partidas de 9. Como resultado, el Desafío Arimaa fue declarado terminado y David Wu recibió el premio de $12,000 ($2,000 ofrecidos por terceros para el campeonato de 2015).
2K Australia ofrece un premio de A$10,000 para desarrollar un bot de juego que juegue un juego de disparos en primera persona. El objetivo es convencer a un panel de jueces de que en realidad es un jugador humano. La competición comenzó en 2008 y fue ganada en 2012. Está prevista una nueva competición para 2014.
El Google AI Challenge fue un concurso en línea bianual organizado por el Club de Ciencias de la Computación de la Universidad de Waterloo y patrocinado por Google que se llevó a cabo de 2009 a 2011. Cada año se elegía un juego y los concursantes enviaban bots automatizados especializados para jugar contra otros bots competidores.
Cloudball tuvo su primera ronda en la primavera de 2012 y terminó el 15 de junio. Es un concurso internacional de programación de inteligencia artificial, donde los usuarios envían continuamente las acciones que tomarán sus equipos de fútbol en cada paso de tiempo, mediante código simple en C# de alto nivel.